# Almiserà
Almiserà település Spanyolországban, Valencia tartományban. Almiserà Alfauir, Benicolet, Llocnou de Sant Jeroni, Llutxent, Rótova, Terrateig és Castellonet de la Conquesta községekkel határos. Lakosainak száma 285 fő (2024).

## Népesség
A település lakosságának változását az alábbi diagram mutatja:
| Lakosok száma | 245  | 262  | 291  | 301  | 314  | 289  | 261  | 262  | 260  | 285  |
|               | 2001 | 2004 | 2007 | 2009 | 2012 | 2014 | 2017 | 2019 | 2022 | 2024 |